# Station Heathrow Terminal 5
Heathrow Terminal 5 of T5 is een spoorwegstation en metrostation van Luchthaven London Heathrow in Engeland. Het station is eigendom van BAA Limited en wordt beheerd door London Underground. Het station is geopend op 27 maart 2008. Het station ligt aan de Piccadilly Line van de Londense metro en aan het eindpunt van de Heathrow Express.
De lijn naar Terminal 5 is in 2007 aangelegd, treinen rijden eerst leeg over de lijn om de beveiliging te testen. Vanaf 27 maart 2008 rijden er treinen van de Piccadilly Line over het nieuwe traject. Terminal 5 is nu het westelijkste eindpunt van de metrolijn. Op de bestaande lijn is er een keerlus ter hoogte van de eerste drie terminals met station Terminal 4. De lus blijft bestaan, alleen rijdt een deel van de treinen naar het nieuwe eindpunt. Volgens de oorspronkelijke plannen zou station Terminal 5 ook in deze lus komen (er was al ruimte voor gereserveerd), maar de plannen werden later gewijzigd.

## Treinverbindingen
De treindiensten worden onderhouden door Heathrow Express (sneltrein) en Transport for London (Elizabeth Line). De treinen komen vanuit het oosten binnen op een van de twee kopsporen, het zuidelijke van de twee sluit direct aan op het spoor uit het oosten en met een wissel kan ook het spoor naar de stad, voor de terugweg, meteen bereikt worden. Het noordelijke spoor kan door de binnenkomende treinen alleen bereikt worden via een kruiswissel, vertrekkende treinen kunnen vanaf dit spoor zonder spoorwissel terugkeren. De sporen hebben de nummers 3 en 4, er bestaan plannen voor een “Western Rail Approach” waardoor een 4 sporig station met doorgaande diensten zal ontstaan, concrete data hiervoor zijn echter niet bekend.     
Vanaf Heathrow Airport T5 vertrekken de volgende treinverbindingen:
- 4x per uur (Heathrow Express) Heathrow Terminal 5 - Heathrow Central - London Paddington

Een reis van Heathrow Airport T5 naar London Paddington duurt ongeveer 20 minuten.
- 2x per uur Elizabeth line

## London Underground
De metrodiensten worden onderhouden door de Piccadilly Line en stoppen langs een eilandperron. Ten westen van het perron ligt een kruiswissel en twee kopsporen waar de metro's kunnen keren.  
De metrodienstregeling ziet er als volgt uit:
- De helft van de metro's naar het vliegveld eindigt op station Heathrow Terminal 5. Ze vervoeren de passagiers langs Hatton Cross en Heathrow Terminals 2 & 3. Daarna eindigt de trein bij Heathrow Terminal 5.
- De andere helft van de metro's keert via de keerlus terug naar Cockfosters. De trein doet dienst via Hatton Cross, Heathrow Terminal 4 en Terminal 2 & 3. Daarna vervolgt de trein de reis via Hatton Cross de reis in oostelijke richting.

Een reis van Heathrow Airport T5 naar het centrum van London (Piccadilly Circus) duurt ongeveer 50 minuten.

## Fotogalerij

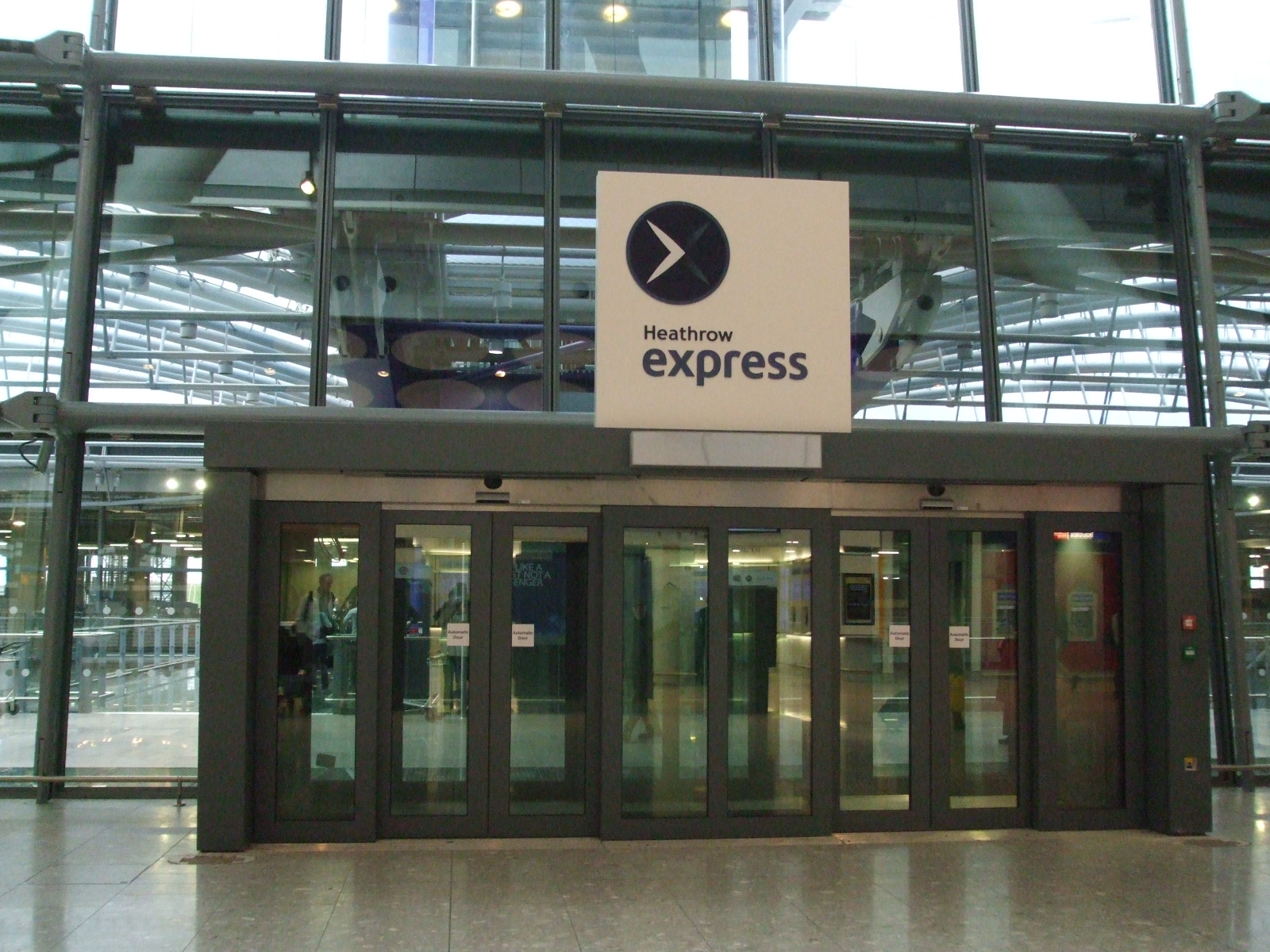
Ingang naar het Heathrow Express-station
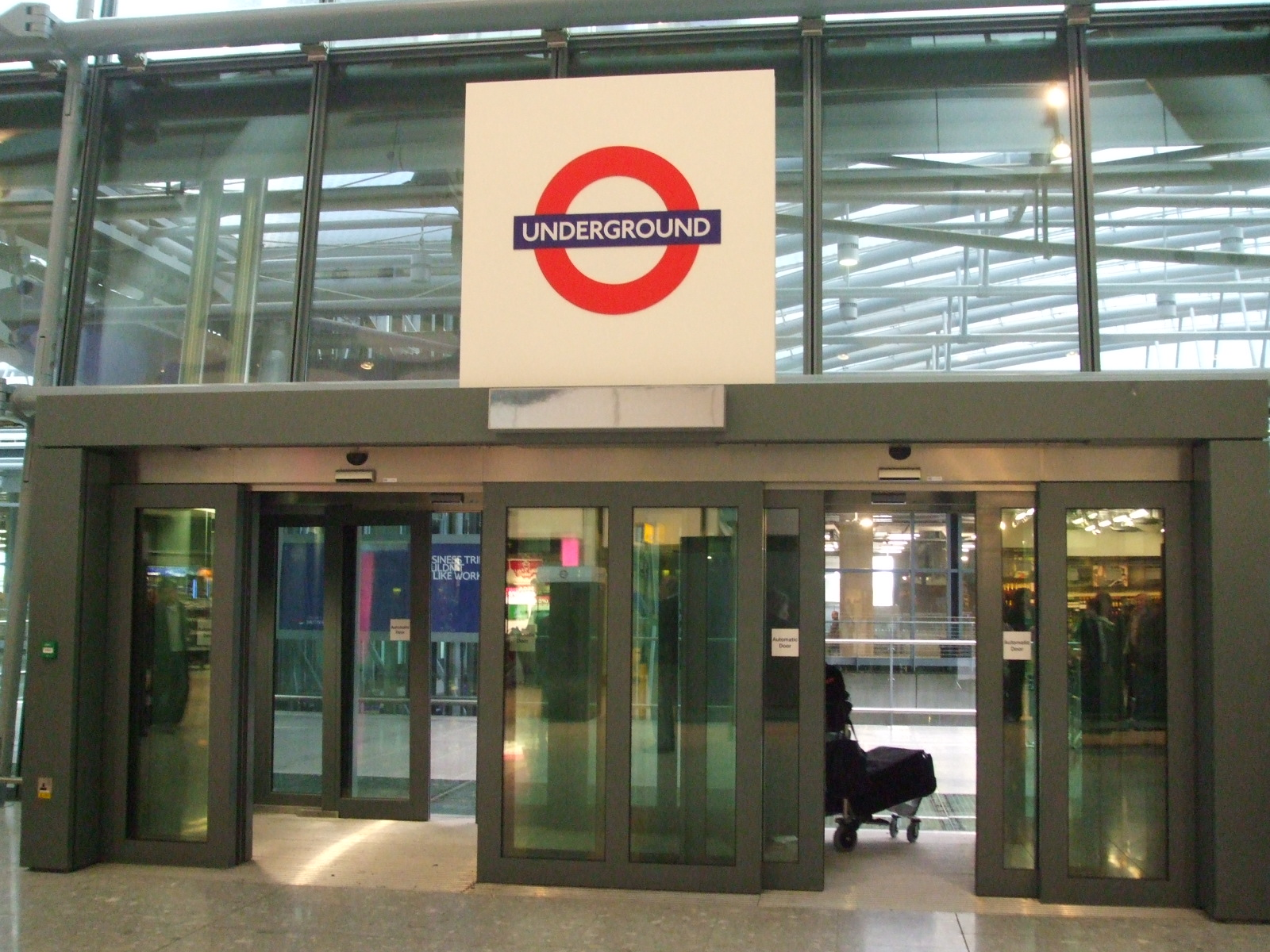
Ingang naar het metrostation
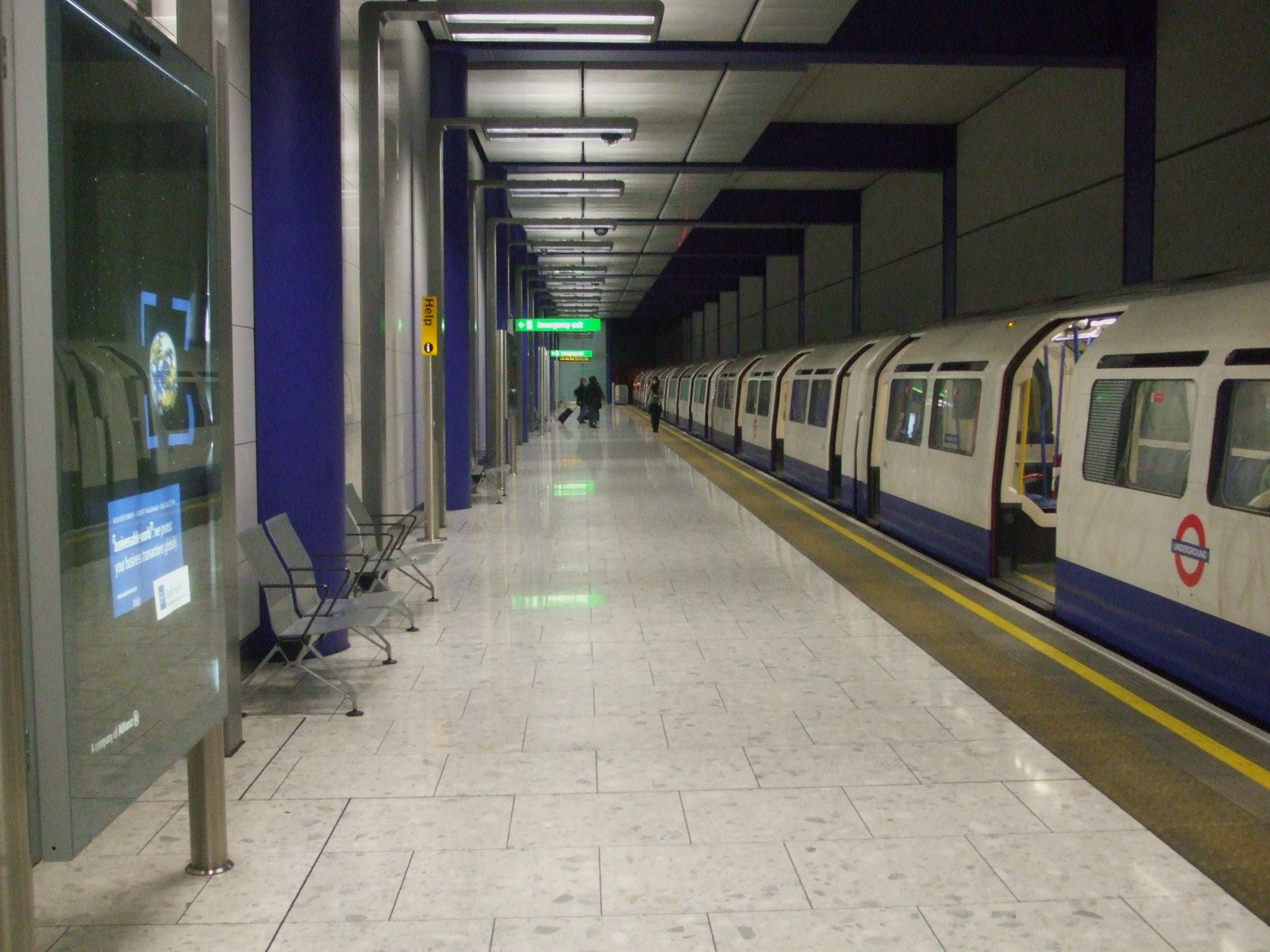
London Underground trein bij het station
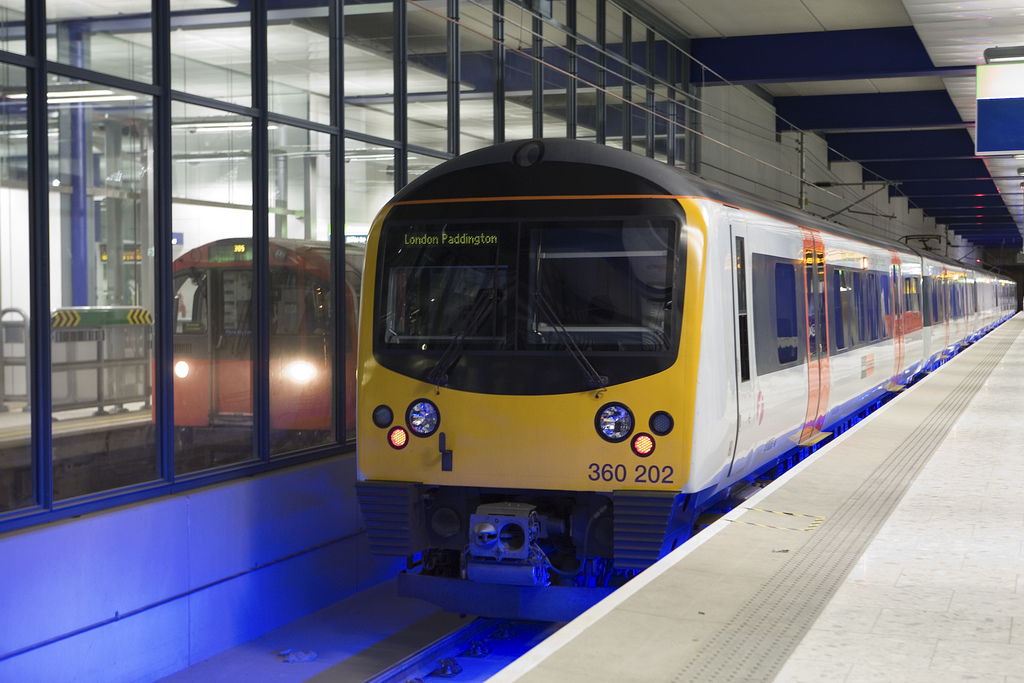
Links metro, rechts trein naar Paddington

## Busverbindingen

### Nationale bussen
| Lijn            | Route                                                                                | Exploitant          |
| --------------- | ------------------------------------------------------------------------------------ | ------------------- |
| 033             | London Victoria - Heathrow - Basingstoke - Salisbury - Yeovil                        | National Express    |
| 200             | Bristol - Heathrow - Gatwick                                                         | National Express    |
| 201             | Swansea - Cardiff - Bristol - Heathrow - Gatwick                                     | National Express    |
| 202             | Cardiff - Bristol - Heathrow                                                         | National Express    |
| 203             | Portsmouth - Southampton - Heathrow                                                  | National Express    |
| 205             | Poole - Bournemouth - Heathrow                                                       | National Express    |
| 210             | Wolverhampton - Birmingham - Heathrow - Gatwick                                      | National Express    |
| 230             | Nottingham - Leicester - Milton Keynes - Heathrow - Gatwick                          | National Express    |
| 240             | Bradford - Leeds - Sheffield - East Midlands Airport - Coventry - Heathrow - Gatwick | National Express    |
| 250             | Heathrow - Stansted - Colchester - Ipswich                                           | National Express    |
| 701             | Woking - Heathrow                                                                    | National Express    |
| 707             | Northampton - Milton Keynes - Luton - Luton Airport - Heathrow - Gatwick             | National Express    |
| 727             | Brighton - Gatwick - Heathrow - Stansted - Norwich                                   | National Express    |
| 747             | Brighton - Gatwick - Heathrow                                                        | National Express    |
| Reading Railair | Reading - Heathrow                                                                   | First (Railair.com) |
| Oxford Express  | Oxford - Heathrow                                                                    | Oxford Bus Company  |

### Londense buslijnen
| Lijn          | Route |
| ------------- | --- |
| 350           | Heathrow T5 - West Drayton - Hayes & Harlington |
| 423           | Heathrow T5 - Heathrow Noord - Hatton Cross - Hounslow |
| 482           | Heathrow T5 - Heathrow T4 - Hatton Cross - Hounslow West - Southall                                                                                               |
| 490           | Heathrow T5 - Heathrow T4 - Hatton Cross - Feltham - Hanworth - Twickenham - Richmond                                                                             |
| N9 (Nachtbus) | Heathrow T5 - Heathrow T2 & 3 - Hounslow - Isleworth - Brentford - Kew - Turnham Green - Hammersmith - Kensington - Hyde Park Corner - Trafalgar Square - Aldwych |

### Regionale bussen
| Lijn | Route                                                                             | Exploitant     |
| ---- | --------------------------------------------------------------------------------- | -------------- |
| 60   | Eton Wick - Eton - Slough - Datchet - Heathrow T5                                 | First          |
| 61   | Eton Wick - Eton - Slough - Datchet - Heathrow T5                                 | First          |
| 71   | Slough - Windsor - Old Windsor - Englefield Green - Egham - Staines - Heathrow T5 | First          |
| 77   | Dedworth - Clewer - Windsor - Heathrow T5                                         | First          |
| 78   | Windsor - Slough - Langley - Heathrow T5                                          | First          |
| 441  | Heathrow 2 & 3 - Heathrow T5 - Stanwell - Staines - Egham - Englefield Green      | Abellio Surrey |